# 羅艷卿

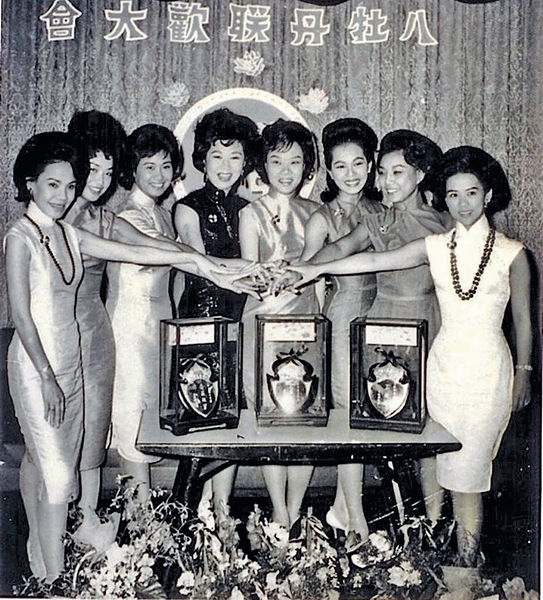
羅艷卿（左起第三位）

羅艷卿（英語：Law Yim-Hing，1924年10月27日—），原名羅大紅，廣東順德人，為20世紀50-60年代香港粵劇名伶及粵語片紅星，是余麗珍和薛覺先的徒弟。

## 生平
羅艷卿在1924年10月27日（甲子年九月廿九日）生於廣東省順德縣（現為順德區），有一兄长-罗德。
她在上世紀40年代開始活躍於香港梨園舞台，1949年開展其銀色旅途，從影和舞台藝術生涯形象百變，戲路縱橫，堪稱多產量和票房號召力非凡，20年間主演了超過300多部電影。其端莊艷麗的外型，紮實的粵劇舞台技藝，加上自然流露的演技成功塑造了無數經典角色。曾組織過艷堂皇劇團、鳳求凰劇團 、千紅劇團及寶艷紅劇團並拍攝電影，多與紅線女、馬師曾、文覺非、新馬師曾、羅劍郎、何非凡、麥炳榮、任劍輝合作，經典作品包括《梟雄虎將美人威》、《夢斷香銷四十年》、《箭上胭脂弓上粉》、《雙龍丹鳳霸王都》、《蓋世雙雄霸楚城》、《燕歸人未歸》、《孟麗君》、《楊貴妃》、《江山錦繡月團圓》、《乞米養狀元》、《劉金定斬四門》、《樊梨花》、《十兄弟》、《璇宮艷史》及《夜光杯》等。
作為華語影壇第一位以扮演女俠著名的電影明星，羅艷卿演活了梁羽生筆下《白髮魔女傳》的練霓裳，金庸名著《碧血劍》裡的溫儀，以及一系列《七劍十三俠》的武俠電影。憑著宜古宜今的扮相開創了時裝粵曲歌舞片的潮流，其《璇宮艷史》和《歷盡滄桑一美人》裡華麗摩登的女王形象引領時尚，風靡了萬千影迷。偶像魅力與演技兼具讓羅氏戲路作多方面發展，在時裝和武俠片以外同時主演了無數深受歡迎的倫理，神怪和傳統戲曲電影，當中包括《夜光杯》，《十兄弟》，《大冬瓜》，《非夢奇緣》，《代代扭紋柴》，《西河會妻》，《大紅袍》，《狄青》，《寒江關》等，堪稱香港粵語片殿堂級女演員。
1978年先在麗的電視演出該台首套長篇劇《追族》，年中再在佳藝電視拍攝劇集《名流情史》。
1986年與吳仟峰、任冰兒、阮兆輝等完成金龍劇團演出後，短暫休息三年。1989年與羅家英組成春秋劇團，於香港大會堂演出。1990年再與羅家寶組成寶艷紅劇團，間有演出，至九十年代中期始淡出舞台。
羅艷卿曾与鄧碧雲（藍牡丹）、鳳凰女（紅牡丹）、余麗珍（紫牡丹）、吳君麗（白牡丹）、于素秋（黑牡丹）、南紅（綠牡丹）、林鳳（黃牡丹）七位粵劇女演員結義金蘭，號稱「八牡丹」，羅為其中之銀牡丹。

## 私人生活
1953年6月7日星期日嫁與名伶何非凡，當晚在石塘嘴萬國酒家設宴，吸引大批香港市民圍觀。二人後於1957年5月離異。 

## 演出

### 電視劇
1. 1977年12月：香港麗的電視《追族》，飾演中學女教師莊婁拱璧；
2. 1978年7月：香港佳藝電視《名流情史》，飾演名流夫人。

### 電影
演員（332部）

| - 五鼠鬧東京（上集）（1948年） - 蜀山劍俠（1949年） - 陳世美不認妻（1949年） - 血滴子（下集）（1949年） - 血滴子（上集）（1949年）... 胡蝶兒 - 洪熙官血濺柳家村（1949年） - 拷打紅娘（1949年）... 崔鶯鶯 - 七劍十三俠（上集）（1949年）... 紅衣女 - 七劍十三俠（下集）（1949年）... 紅衣女 - 七劍十三俠（三集）（1949年）... 紅衣女 - 方世玉火燒紅雲寺（1949年） - 崑崙女俠血戰燕子盜（1950年） - 峨嵋飛劍俠（下集）（1950年） - 方世玉大破白蓮教（1950年） - 七劍十三俠（四集）（1950年） - 少林七俠五探峨嵋山（上集）（1950年）... 柳迎春 - 崑崙女俠夜探摩天嶺（1950年） - 五福臨門（1950年）... 羅卿 - 大破銅網陣（1950年） - 火燒少林寺（1950年） - 七劍十三俠（第六集）（1950年） - 關東小俠大破蓮花陣（1950年） - 江湖廿四俠（1950年）... 梁麗霞 - 方世玉父子報血仇（1950年）... 李玉蘭 - 關東小俠大戰女鏢師（1950年） - 江南八大劍俠（1950年） - 少林七俠五探峨嵋山（下集大結局）（1950年）... 柳迎春 - 峨嵋飛劍俠（1950年） - 玉面霸王大戰野女郎（1950年）... 女霸王雪蝶 - 七劍十三俠（第五集）（1950年） - 陸阿采（1950年） - 花街慈母（1950年）... 陳媚芳 - 人海萬花筒（1950年） - 大刀王五血戰小霸王（1950年） - 真假方世玉（1950年） - 白眉毛三戰白菊花（1950年） - 紅衣女俠（1951年） - 風塵四傑（1951年） - 方世玉正傳（1951年） - 無敵連環鏢（1951年） - 大破連環寨（1951年） - 花木蘭（1951年） - 三打祝家莊（下集）（1951年） - 崑崙三劍俠（1951年） - 女俠黑牡丹（1951年） - 百戰神弓（1951年） - 關東飛俠大戰方世玉（1951年）... 劉秀珍 - 雷電追風劍（1951年） - 飛刀李鳳嬌（1951年） - 珠海三雄（1951年） - 大刀王五浴血殲仇記（1951年） - 千金小姐丫環賣（1951年） - 三打祝家莊（上集）（1951年）... 扈三娘 - 黃飛鴻血染芙蓉谷（1952年） - 虎膽英魂（1952年） - 傻人艷福（1952年） - 歌唱光緒王嘆五更（1952年） - 生包公夜審奸郭槐（1952年） - 我結婚十年（1952年） - 大卿里少爺（1952年） - 歌唱方世玉打擂台（下集）（1952年） - 楊乃武與小白菜（1952年）... 小白菜 - 方世玉肉搏洪熙官（1952年） - 笑星降地球（1952年）... 胡妮 - 呆佬拜壽（1952年） - 如花美眷（1952年） - 朱門紅淚（1952年） - 歐陽德大戰飛雲僧（1952年） - 傻仔洞房（1952年） - 歌唱新美人計（不愛江山愛美人）（1952年） - 浩劫紅顏（1952年） - 楊乃武與小白菜（大結局）（1952年）... 小白菜 - 歌唱碧容探監（1952年） - 萬花錦繡（1952年） - 春宵醉玉郎（1952年）... 林秀梅 - 歌唱方世玉打擂台（上集）（1952年） - 十月芥菜（1952年） - 真假歐陽德（1952年） - 女俠白蓮花（1952年） - 嬲緣（1952年） - 大話夾好彩（1952年） - 艷曲醉郎心（1952年） - 觀音兵（1952年） - 蠶蟲師爺（1952年） - 寶劍定五龍（1952年） - 一曲鳳求凰（1952年） - 珍珠塔（上集）（1953年） - 暴雨梨花（1953年） - 同人唔同命（1953年） - 群雄威震龍鳳山（1953年） - 做慣乞兒懶做官（1953年） - 五鼠大鬧百花樓（1953年） - 黃飛鴻義救海幢寺（上集）（1953年） - 粉蝶鬧香城（1953年） - 慈善紅伶歌唱大會串（1953年） - 璇宮情侶（1953年） - 捷足先得（1953年） - 張天師遇鬼迷（1953年） - 珍珠塔（下集）（1953年） - 偷雞奉母（1953年）... 阿金 - 搖山奪艷記（1953年）... 張妙蘭 - 血戰龍鳳山（1953年） - 蘇乞兒復仇記（1953年） - 賣花讚花香（1953年） - 蘇乞兒（1953年） - 賊美人（1953年） - 黃飛鴻義救海幢寺（下集）（1953年） - 風流天子（1953年） - 夜渡鴛鴦江（1953年） - 碧海狂僧（1953年） - 春宵一刻值千金（1953年） - 俠士名花（1953年） - 三十六點鎖喉槍（1953年） - 飛鳳游龍（1953年） - 生娘唔大養娘大（1953年） - 賣花得美（1953年） - 郎心如鐵（1954年）... 李惠英 - 此子何來問句妻（1954年） - 紅裙淚（1954年） - 我笑蓮花似玉郎（1954年） - 南海拳王（1954年） - 寶劍金釵（1954年） - 善惡到頭終有報（1954年） - 錦上添花（1954年） - 夜祭金嬌（1954年）... 伍彩鳳 - 皇天不負好心人（1954年） - 棒打薄情郎（1955年） - 任劍輝舞台奮鬥史（1955年） - 醉打金枝（1955年） - 七屍八命九人頭（1955年） - 陳世美不認妻（1955年） - 百變梅花俠（1955年） - 夜盜美人屍（1955年） - 白蛇傳（1955年） - 有事鍾無艷（1955年） - 背解紅羅（1955年）... 蘇金定 - 仕林祭塔（1955年） - 唔做媒人三代好（1955年） - 八俠英雄傳（1955年） - 五虎將（1955年） - 黃飛鴻七獅會金龍（1956年）... 陳秀英 - 女俠俞金鳳（1956年） - 夜吊白芙蓉（1956年） - 同撈同煲（1956年）... 小紅 - 血戰斷魂谷（1956年） - 九九大血案（1956年） - 啼笑姻緣（1957年） - 天姬送子（1957年） - 璇宮艷史（上集）（1957年） - 信陵君竊符救趙（1957年） - 梅花飛劍俠（1957年） - 七劍十三俠（上集）（1957年） - 七劍十三俠（下集）（1957年） - 月宮寶盒（1958年） - 泥馬渡康生（1958年） - 璇宮艷史（續集）（1958年） - 丈夫變了心（1958年） - 一夜九更天（1958年） - 糊塗外父搶新郎（1958年） - 乞兒狀元（1958年） - 獅王梁肉搏猛虎坑（1958年） - 方世玉三打乾隆皇（1958年） - 碧血劍（1958年） - 方世玉怒打乾隆皇（1958年） - 紅娘（1958年） - 廣告女郎（1958年） | - 姑緣嫂劫（1958年） - 大冬瓜（1958年） - 女人的陷阱（1958年） - 歷盡滄桑一美人（1958年） - 龍宮戇駙馬（1959年） - 正德皇海角尋春（1959年） - 白髮魔女傳（下集）（1959年）... 玉羅剎 練霓裳 - 十號風波（1959年） - 闔家有喜（1959年） - 搭錯線（1959年） - 豪門夜宴（1959年） - 阿福當兵（1959年） - 平步青雲（上集）（1959年） - 鬼馬福星（1959年） - 正德皇情醉怡香苑（1959年） - 浪子嬌妻（1959年） - 七劍下天山（1959年） - 白髮魔女傳（大結局）（1959年）... 玉羅剎 - 練霓裳 - 白髮魔女傳（上集）（1959年） - 好女唔論嫁粧衣（1959年） - 平步青雲（大結局）（1959年） - 方世玉血戰乾坤罩（1959年） - 十兄弟（1959年）... 辙驿嚱 - 正德皇月夜下江南（1959年） - 刀下美人魂（1959年） - 泣荊花（1959年） - 考子鬧天宮（1960年） - 富貴榮華（1960年） - 冷月寒梅（大結局）（1960年）... 戚寒梅 - 三女性（1960年） - 孝感動天（下集）（1960年）... 林淑英 - 琴挑誤（上集）（1960年）... 招王氏 - 碧海香螺傳（1960年） - 冷月寒梅（上集）（1960年）... 戚寒梅 - 羽扇恩仇（1960年） - 猛鬼孤兒（1960年） - 烏龍王飛來艷福（1960年） - 再世奇緣（1960年） - 梨花一枝春帶雨（1960年）... 白梨影 - 十兄弟怒海除魔（1960年） - 雷電出孤兒（1960年） - 雨夜驚魂（1960年） - 琴挑誤（下集）（1960年） - 龍鳳合歡花（1960年） - 月下奇逢（1960年）... 朱蓮屏 - 正德王牡丹亭戲鳳（1960年） - 雲台十八劍（1960年） - 非夢奇緣（1960年） - 佛前花送狀元歸（1960年） - 李仙傳（1960年） - 花燈記（1960年）... 祝蘭芝 - 孝感動天（上集）（1960年）... 林淑英 - 烏龍王發達記（1960年） - 摩登新娘（1960年） - 夜探留人洞（1960年） - 冷月寒梅（下集）（1960年）... 戚寒梅 - 陣陣驚魂（1960年） - 西河會妻（1960年） - 三屍四命五重冤（1960年）... 趙玉琴 - 五兒哭墳（1960年）... 姚若蘭 - 代代扭紋柴（1960年） - 節婦審貪官（1960年）... 李玉娥 - 鬼媳婦（1960年） - 刁蠻女俠（上集）（1961年） - 彩菱艷（1961年） - 傻俠勤王（1961年） - 一命難填九命冤（1961年） - 挖目保山河（1961年）... 鳳鳴公主 - 漢宮秋月（1961年） - 衣帶奇冤（1961年） - 皇城救母定江山（1961年） - 芙蓉帳暖渡春宵（1961年） - 俠侶恩仇（1961年） - 婦唱喜夫隨（1961年） - 狄青（1961年） - 金蘭花（上集）（1961年） - 怪俠金絲貓（1961年） - 母子淚（1961年） - 漢宮英烈傳（1961年） - 好女唔憂嫁（1961年） - 十八追魂劍（1961年） - 夜光杯（下集）（1961年） - 歡喜夫妻（1961年） - 風塵俠侶（1961年） - 威震江湖八卦刀（1961年） - 抬轎姑爺（1961年） - 游龍情俠（1961年） - 金鑾教子認生娘（1961年） - 十載含冤為我郎（1961年）... 瑤仙 - 少小離家老大回（上集）（1961年） - 紅巾女俠（1961年） - 戇姑爺（1961年） - 仙笛神龍（下集）（1961年）... 玉簫仙子尚玉燕 - 太平天國女英雄（1961年）... 洪宣嬌 - 電話情人（1961年） - 丹鳳屠龍劍（1961年） - 步步高陞（1961年） - 仙笛神龍（上集）（1961年）... 玉簫仙子尚玉燕 - 火網英雄傳（1961年） - 刁蠻女俠（下集）（1961年） - 雷克探案之血手凶刀（1961年） - 古墓追魂劍（1961年） - 金蘭花（下集）（1961年） - 寒江關（1961年）... 樊梨花 - 夜光杯（上集）（1961年） - 鬼俠（1962年）... 鬼俠馬玉蘭 - 驚天動地（1962年） - 龍虎恩仇龍鳳配（1962年） - 百行孝為先（1962年） - 秋香怨（上集）（1962年） - 女附馬金殿鳴冤（1962年） - 斬柴仔封王（1962年） - 富貴榮華第一家（1962年） - 黑獄孤兒（1962年） - 大明群英會（1962年） - 春滿帝皇家（1962年）... 蕙心公主 - 旱天雷（1962年） - 扭計新娘（1962年） - 三告狀（1962年） - 秋香怨（下集）（1962年） - 文武狀元爭彩鳳（1962年）... 龍月桂 - 血洗愛河橋（1962年） - 真假洞房春（1962年） - 灰青五虎平西（1962年） - 湖海恩仇（1962年） - 探花夫婿狀元妻（1962年）... 王春霞 - 龍鳳奇緣（1962年）... 馬如鳳 - 鐵鴛鴦（1963年） - 紅粉金剛（1963年）... 李美珍 - 大俠金葫蘆（1963年） - 猿女復仇記（1963年） - 風雨泣萍姬（1963年） - 烽火恩仇十六年（1963年） - 雌雄雙劍俠（1963年） - 武當七俠（1963年） - 金鎖匙（1963年） - 咖啡女郎（1963年） - 東江女霸王（1963年） - 難測女兒心（1963年） - 亂拜石榴裙（1963年）... 金賢公主 - 賢妻良母（1963年） - 天降福星（1963年） - 無敵鴛鴦劍（1963年） - 孝子賢孫（1964年） - 滿堂吉慶（1964年） - 大家姐（1964年） - 冒牌丈夫（1964年）... 蘇淑珍 - 富貴滿華堂（1964年） - 香城九鳳（1964年） - 999毒天鵝（1964年）... 沈慧嫻 - 錦秀天堂（1964年） - 銀箭金刀（1964年） - 密碼間諜戰（1964年）... 丁翠華 - 海角驚魂（1964年） - 龍江三虎（下集）（1964年） - 龍江三虎（上集）（1964年） - 南北鐵觀音（1964年） - 大紅袍（1965年） - 人鬼恩仇（1965年） - 大四喜（1965年） - 女人第一（1965年） - 寶蝶記（1967年） - 七劍十三俠（1967年） - 伏魔乾坤劍（1969年） - 五嶽風雲（1969年） - 又見冤家（1988年） |

## 外部連結
- 美艷親王 - 羅艷卿 Facebook 专页
- 羅艷卿在互联网电影资料库（IMDb）上的資料（英文）
- 羅艷卿在香港影庫上的簡介
- 羅艷卿在豆瓣上的资料（简体中文）
- 羅艷卿在时光网上的簡介（简体中文）